# فدراسیون دو و میدانی ارمنستان
فدراسیون دو و میدانی جمهوری ارمنستان (ارمنی: Հայաստանի Աթլետիկայի Ֆեդերացիա) که با نام فدراسیون دو و میدانی ارمنستان نیز شناخته می‌شود، نهاد تنظیم‌کننده ورزش دو و میدانی در ارمنستان می‌باشد که توسط کمیته المپیک ارمنستان اداره می‌شود و مقر آن در شهر ایروان واقع شده است.

## تاریخچه
این فدراسیون در سال میلادی تأسیس شد و ریاست فعلی آن را روبرت امییان برعهده دارد. این فدراسیون عضو کامل اتحادیه بین‌المللی فدراسیون‌های دو و میدانی (IAAF) و اتحادیه دو و میدانی اروپا (EAA) می‌باشد.
ورزشکاران دو و میدانی ارمنستانی در مسابقات قهرمانی در سطوح مختلف اروپایی و بین‌المللی از جمله در مسابقات قهرمانی جهانی و بازی‌های المپیک تابستانی شرکت می‌کنند.